# John Lund
John Lund (1726 – 1786) was een kapper en pruikenmaker uit Pontefract in het Engelse graafschap West Yorkshire, die in zijn tijd bekendstond als satiricus en dichter. Het grootste succes oogstte hij met de klucht Ducks and Green Pease uit 1776.
Er is bijzonder weinig over het leven van Lund bekend. Hij zou een barbier of kapper geweest zijn, die in Pontefract op de adressen Beastfair en Shoe Market woonde. Zijn poëtische werken zouden in het algemeen lichtvoetig en speels zijn geweest.
De lokale geschiedkundige Boothroyd beweerde dat Lun [sic], in weerwil van een gebrek aan literaire scholing, een voorbeeld van een plaatselijk genie was, wiens satire niet voor die van de veel bekendere Charles Churchill hoefde onder te doen. Hij zou voor het eerst gedichten geschreven hebben toen hij trachtte een burger van Pontefract te worden, hetgeen suggereert dat hij oorspronkelijk niet uit de stad afkomstig was. Indien dat klopt, kan het omstreeks 1768 zijn geweest. Boothroyd geldt echter als onbetrouwbaar, niet het minst doordat hij de naam van de dichter verkeerd spelde en partijdig was. Hij gewaagt van een collectie werken van de auteur, getiteld Duniad. Hiervan ontbreekt ieder spoor.
The Newcastle Rider was een dichtwerk van John Lund, gebaseerd op een waargebeurd verhaal. Het beschrijft de koldereske geschiedenis van Joseph Booth, de klerk van een welstellende handelaar uit Newcastle, die een mooie hoed opzet, zich in een hotel in Harrogate als een voorname heer voordoet en twee gebraden eenden met erwten voor zichzelf opeist. Hij weigert zijn maaltijd met twee hongerige hotelgasten te delen, niet wetend dat dit zijn baas en bazin zijn. In 1776 werd een toneelversie van dit stuk in Pontefract opgevoerd onder de titel Ducks and Green Peas; het was naar verluidt bijzonder populair, zij het van matige literaire kwaliteit. Het werk werd op zijn minst herdrukt in 1777, 1778, 1793, 1820 en 1838. Het wordt ook Ducks and Pease genoemd.
A Collection of Oddities werd in 1779 in Pontefract en Doncaster gedrukt. Deze verzameling gedichten en verhalen was naar verluidt bijwijlen amusant; de obscene stukken voegde Lund naar eigen zeggen toe ‘op verzoek van vrienden’.
Lund overleed waarschijnlijk in 1786. Hij schreef eveneens een gedicht over zijn stad, getiteld ‘Pomfret’. Als literaire figuur is hij vergeten, maar een steegje in Pontefract draagt de naam Ducks and Green Pease Row. Er is eveneens een herdenkingsplaquette aangebracht.

## Werken
- 1777: A Collection of Original Tales in Verse, in the manner of Prior; to which is added a Second Edition of Ducks and Pease, or the Newcastle Rider; together with the above story in a Farce of one act, as it was performed at the Theatre in Pontefract with great applause
- 1779: A Collection of Oddities in Prose and Verse, Serious and Comical, by a very Odd Author